# Atletica leggera ai Giochi della XXIV Olimpiade
Ai Giochi della XXIV Olimpiade di Seul nel 1988 vennero assegnati 42 titoli in gare di atletica leggera, di cui 24 maschili e 18 femminili.
- Durata del programma: dal 23 settembre al 2 ottobre
- Nazioni partecipanti: 149
- Numero di atleti iscritti: 1618, di cui 1063 uomini e 555 donne[1]
- Sede delle gare: Stadio Olimpico di Seul
- Programma femminile: vengono introdotti i 10000 metri.
- Nell’atletica maschile: 2 nuovi record mondiali, 14 nuovi record olimpici
- Nell’atletica femminile: 3 nuovi record mondiali, 11 nuovi record olimpici

## La partecipazione
Il CIO intima ai due blocchi che un eventuale boicottaggio costerà loro l'esclusione dal movimento olimpico. Tutti i paesi decidono di recarsi a Seul, ma non perché l'abbia detto il CIO. Le ragioni risiedono nella distensione internazionale. 

Si registrano comunque alcune defezioni: non partecipano Cuba, Etiopia e Corea del Nord.
A Seul si raggiunge il nuovo massimo storico di presenze nell'atletica leggera ai Giochi olimpici: ben 149 nazioni, contro le 124 di Los Angeles.
Le squadre più numerose sono quelle dei seguenti Paesi:
- Stati Uniti (114)
- Gran Bretagna (102)
- Unione Sovietica (85)
- Canada (63)
- Germania Est (58)
- Francia (55)
- Corea del Sud (47)
- Germania Ovest (47)
- Cina (44)
- Italia (38)
- Spagna (34)
- Kenya (33)
- Giappone (29)

- Australia (28)
- Portogallo (28)
- Giamaica (26)
- Cecoslovacchia (23)
- Nigeria (23)
- Bulgaria (22)
- Messico (21)
- Polonia (21)
- Brasile (20)
- Svizzera (19)
- Finlandia (18)
- Paesi Bassi (18)
- Irlanda (18)

- Ungheria (15)
- Belgio (13)
- Uganda (13)
- Algeria (12)
- Norvegia (12)
- Senegal (12)
- Taipei cinese (12)
- Bahamas (11)
- Ghana (11)
- Marocco (11)
- Svezia (11)
- Jugoslavia (10)

I seguenti Paesi, oltre alla Corea del Sud, allestiscono una squadra in tutte e quattro le staffette: Stati Uniti, Canada, Gran Bretagna, Giamaica e Germania Ovest.
Sono 11 i Paesi che partecipano per la prima volta:
- Andorra
- Aruba (1ª partecipazione assoluta)
- Guam (1ª partecipazione assoluta)
- Isole Cayman
- Isole Cook (1ª partecipazione assoluta)
- Maldive (1ª partecipazione assoluta)
- Mauritania
- Saint Vincent e Grenadine (1ª partecipazione assoluta)
- Samoa Americane (1ª partecipazione assoluta)
- Tonga
- Vanuatu (1ª partecipazione assoluta)

## Il punto tecnico
Dopo l'impressionante record del tedesco orientale Uwe Hohn, che il 20 luglio ha scagliato il giavellotto a 104,80 metri, la IAAF decide di imporre delle modifiche all'attrezzo. Dal 1º aprile del 1986 il baricentro verrà modificato per accentuare la parabola di caduta. Nessun provvedimento è preso per il giavellotto femminile.

Dal 1985 è in vigore la nuova tabella di punteggio del Decathlon. La cronologia del record del mondo ricomincia dal primato di Daley Thompson a Los Angeles 1984 che, da 8.798 punti, viene rivalutato a 8.847 punti.

## La lotta al doping
Le sostanze proibite dal CIO sono oltre un centinaio. I controlli antidoping si svolgono dopo ciascuna finale; i tre vincitori di medaglie, più almeno un altro atleta scelto a sorteggio, si sottopongano ad analisi delle urine. Il test si deve svolgere subito dopo la conclusione della gara. Se l'esame risulta positivo, ne viene data notizia alla commissione medica ed al comitato olimpico di appartenenza dell'atleta interessato. Poi viene effettuato un secondo test. Se anch'esso è positivo, la commissione medica convoca l'atleta ed il suo allenatore.

La presenza nelle urine di caffeina, efedrine, pseudoefedrine, testosterone ed epitestosterone è ammessa, purché non in quantità tali da far pensare ad un accrescimento delle prestazioni.

Durante i Giochi viene trovata positiva una manciata di atleti, ma un caso solo basta a far ricordare le Olimpiadi di Seul come macchiate dal doping: quello di Ben Johnson. La vicenda dello sprinter canadese, che dopo aver vinto l'oro nei 100 metri con il nuovo record del mondo viene squalificato per doping, segna uno spartiacque nella storia degli aiuti illegali volti a truccare le prestazioni sportive.

Dubbi si addensano anche sugli altri atleti: nel campo femminile destano clamore le prestazioni di Florence Griffith-Joyner. L'americana vince i 200 metri in 21"34, un tempo che varrebbe come record nazionale maschile in ben 83 paesi del mondo. In più, l'ultimo giorno di gare disputa la semifinale della 4x400, la finale della 4x100 e, dopo solo 40 minuti, la finale della 4x400 correndo peraltro la sua frazione in meno di 49 secondi.

Il movimento olimpico è costretto ad interrogarsi sulla diffusione del fenomeno doping. Si pensava che facessero uso di farmaci illegali gli atleti mediocri per reggere il confronto con quelli più forti. La vicenda di Johnson dimostra invece che il fenomeno è molto più ampio e coinvolge anche campioni affermati.

Chimici senza scrupoli sono alla costante ricerca di sostanze sintetiche che possano sfuggire ai controlli, mettendo i medici del CIO nella difficile condizione di chi insegue.
Lo ammette la commissione medica del CIO, che afferma, nella conferenza stampa di chiusura dei Giochi, che Ben Johnson avrebbe superato l'antidoping a Los Angeles.

## Medagliere
| Posizione | Paese            | Oro | Argento | Bronzo | Totale |
| --------- | ---------------- | --- | ------- | ------ | ------ |
| 1         | Stati Uniti      | 13  | 7       | 6      | 26     |
| 2         | Unione Sovietica | 10  | 6       | 10     | 26     |
| 3         | Germania Est     | 6   | 11      | 10     | 27     |
| 4         | Kenya            | 4   | 2       | 1      | 7      |
| 5         | Bulgaria         | 2   | 1       | 1      | 4      |
| 6         | Italia           | 1   | 1       | 1      | 3      |
| 7         | Australia        | 1   | 1       | 0      | 2      |
| 7         | Romania          | 1   | 1       | 0      | 2      |
| 7         | Cecoslovacchia   | 1   | 1       | 0      | 2      |
| 10        | Finlandia        | 1   | 0       | 1      | 2      |
| 10        | Marocco          | 1   | 0       | 1      | 2      |
| 12        | Portogallo       | 1   | 0       | 0      | 1      |
| 13        | Gran Bretagna    | 0   | 6       | 2      | 8      |
| 14        | Giamaica         | 0   | 2       | 0      | 2      |
| 15        | Germania Ovest   | 0   | 1       | 3      | 4      |
| 16        | Brasile          | 0   | 1       | 1      | 2      |
| 17        | Senegal          | 0   | 1       | 0      | 1      |
| 18        | Canada           | 0   | 0       | 1      | 1      |
| 18        | Cina             | 0   | 0       | 1      | 1      |
| 18        | Francia          | 0   | 0       | 1      | 1      |
| 18        | Gibuti           | 0   | 0       | 1      | 1      |
| 18        | Svizzera         | 0   | 0       | 1      | 1      |
| 18        | Svezia           | 0   | 0       | 1      | 1      |
| Totale    | Totale           | 42  | 42      | 43     | 127    |